# Nate James
Pour les articles homonymes, voir James.
Nathaniel James Speas, dit Nate James, est un chanteur anglais né le 15 septembre 1979 à Lakenheath.

## Biographie

### Jeunesse
Nathaniel James Speas voit le jour en 1979 dans la ville de Lakenheath. Il possède également la nationalité américaine, son père étant un citoyen américain.

### Carrière (depuis 2005)

#### Set the Tone(2005)
Reconnu comme compositeur, il signe en 2004 pour le label Universal Music. En 2005, James sort son premier album intitulé Set the Tone. Cet album a pour influence des artistes comme Marvin Gaye, Prince ou encore Stevie Wonder et de nombreux sont écrits par James. Il devient rapidement un succès critique. James apparaît également en duo avec Dawn Robinson pour le titre Justify Me.

#### Kingdom Falls(2007)
Fort du succès de son premier album, James réalise son second album avec les bénéfices de Set The Tone. L'album, intitulé Kingdom Falls, comporte un orchestre et beaucoup de sons déjà présents dans l'album précédent. Son inspiration découle d'un voyage au Rwanda en 2006, où la vue d'orphelins, victimes du génocide de 1994, l'a énormément émue. Il remporte aux Urban Music Awards la récompense du meilleur album et celle du meilleur artiste néo-soul. En juillet 2008, James donne un concert au Festival international de jazz de Montréal qui réunit près de 120 000 personnes dans la ville.

#### Revivalet formation de SugaSmack! (2009-2010)
En attendant de sortir son troisième album, James enregistre une reprise de son premier album. Produit par David Brant, Revival sort en mars 2009. L'année suivante, il fonde un groupe nommé SugaSmack composé de James, surnommé « SugaJack », et Matt Gooderson. We Are, leur premier single, est réalisé dans la petite société de production londonienne "Better Get Records" et sort en novembre 2010.

#### Backfootpuis apparition dansThe Voice(2012-2013)
En 2012, James se met en duo avec HeavyFeet afin d'enregistrer le titre Backfoot. Le morceau est produit par le label "Champion Records". En 2013, il participe à l'émission The Voice en Angleterre en tant que candidat. Réussissant son interprétation de la chanson Crazy, le chanteur choisit l'équipe de Jessie J. Mais malgré cela, il est éliminé lors des Battles.
The Voice of Holland (2018)
En 2018, James participe à l'émission néerlandaise The Voice of Holland, dans laquelle il chante Issues de Julia Michaels. Les quatre fauteuils se retournent. Il choisit Waylon en tant que coach.

## Discographie

### Album
- 2005 : Set the Tone
- 2007 : Kingdom Falls
- 2009 : Revival

### Collaborations
- 2005 : 
  - Poker Pets feat Nate James sur Lovin you
  - Natalie Williams feat Nates sur Conversation
- 2006 : 
  - Sway feat Nate James sur Still on My Own
  - Pe'z v Nate James sur Live for the Groove EP (Top 40)
- 2007 : Paolo Meneguzzi & Nate James sur Music/Musica
- 2012 : HeavyFeet & Nate James sur Black Foot

## Distinctions

### Récompenses
- 2006: BT Digital Music Award : Meilleur artiste urbain
- 2006: Festivalbar: Meilleur artiste international
- 2007: Urban Music Awards: Meilleur album pour Kingdom Falls
- 2007: Urban Music Awards: Meilleur artiste neo-soul

### Nominations
- 2005: MOBO Awards : Meilleur nouveau
- 2005: MOBO Awards : Meilleur artiste R&B
- 2005: Channel U : Best of British
- 2005: Screen Nation Film and Television Awards : Meilleur vidéo